# سسریدس (دهانه)
سسریدس یک دهانه برخوردی در ماه‌ است.

## دهانه‌های اقماری
این دهانه ۱۲ دهانه اقماری دارد.
| Sasserides | عرض جغرافیایی | طول جغرافیایی | قطر          |
| ---------- | ------------- | ------------- | ------------ |
| A          | ۳۹.۹° S       | ۷.۰° W        | ۴۸.۰ کیلومتر |
| B          | ۳۹.۵° S       | ۱۱.۲° W       | ۹.۰ کیلومتر  |
| E          | ۳۸.۹° S       | ۷.۷° W        | ۸.۰ کیلومتر  |
| D          | ۳۶.۷° S       | ۶.۵° W        | ۱۱.۰ کیلومتر |
| F          | ۴۰.۵° S       | ۹.۹° W        | ۱۶.۰ کیلومتر |
| H          | ۳۹.۲° S       | ۱۰.۹° W       | ۱۲.۰ کیلومتر |
| K          | ۳۹.۰° S       | ۷.۴° W        | ۸.۰ کیلومتر  |
| M          | ۳۷.۹° S       | ۷.۱° W        | ۱۱.۰ کیلومتر |
| L          | ۴۰.۰° S       | ۶.۶° W        | ۵.۰ کیلومتر  |
| N          | ۳۸.۷° S       | ۷.۰° W        | ۷.۰ کیلومتر  |
| P          | ۳۸.۰° S       | ۱۰.۷° W       | ۲۱.۰ کیلومتر |
| S          | ۳۸.۷° S       | ۸.۰° W        | ۱۵.۰ کیلومتر |